# Ingelbertus Olai Helsingus
Ingelbertus Olai Helsingus (Engelbert Olofsson, hälsing), förmodligen född i Rogsta socken i Hälsingland omkring 1520, död i Tibble, Leksands socken 1602, var svensk präst, stamfader till släkten Terserus.

## Biografi
Ingelbertus Olai var son till kyrkoherde Olof Jönsson i Hälsingtuna socken, och genomgick skolan i Gävle innan han började studera till präst. Han var hovpredikant hos Gustav Vasa. 1550 tillträdde han tjänsten som kapellan och pastor i Umeå landsförsamling. Där hade han rykte om sig att vara sträng och det sägs att han blev med våld tvingad därifrån, men det finns också ett brev bevarat som ger vid handen att efterträdaren Petrus Mathiaes intriger var det egentliga skälet att han slutade i Umeå. 1561 blev han istället kyrkoherde i Nederluleå församling, men blev redan året därefter kyrkoherde och prost i Leksands socken, där det sägs att han ”lärde dalkarlarna krypa till kreutz så det brakade i ryggen på dem”. Samma år han kom till Leksand fick han donation på ett hemman i Tibble i Leksand av kungen. 
Ingelbertus hade blivit utnämnd till prosten i Leksand av Erik XIV, men lierade sig trots detta med hertig Johan, och undertecknade liturgin 1577, och kom sedan denne blivit kung att stå i gunst hos honom. Ingelbertus Olai skrev 1590 till Johan III och påminde i brevet om att han bistått Johan när denne (jämte brodern hertig Karl) 1568 hade gjort uppror mot brodern Erik XIV och ville få det löfte om att bli ihågkommen som Johan då gett honom infriat. Han var sitt stifts representant vid ståndsriksdagen 1594, samt undertecknade beslutet från Uppsala möte. Längden för Älvsborgs lösen visar att han var en av de rikaste i stiftet. 
Under en predikan juldagen 1597 fick Ingelbertus ett slaganfall och refereras därefter som blind, förlamad och ”är nu en dumbe”. Han dog 16 augusti 1602 hos sin son Elaus Ingelberti Terserus.
Ingelbertus Olai Helsingus första hustru var Brita Elofsdotter, dotter till herr Elof, kyrkoherde i Delsbo, och alltså syster till Sven Elofsson och svägerska med Olaus Stephani Bellinus i dennes första äktenskap. Andra hustrun hette Katarina Jonsdotter, dotter till kyrkoherde Joen Simonsson i Ljusdal. I första äktenskapet föddes Elaus Ingelberti, som upptog namnet Terserus. Ingelbertus sondotter, Margareta Danielsdotter Tersera, gifte sig med majoren på Sollerön, Daniel Jonsson.